# Master Poets
Master Poets è il settimo album da solista di Bernardo Lanzetti. Prodotto e arrangiato da Dario Mazzoli. È stato pubblicato nel 1999 dalla Azzurra Music e contiene cover e tre inediti.

## Tracce
1. U R #1 4.29
2. Don't Let It Bring You Down 3.19
3. Ol' 55 4.11
4. I'm Your Man 5.20
5. I Shall Be Released 4.31
6. Teach Your Children 4.08
7. I'm On Fire 3.39
8. Like a Rolling Stone 4.59
9. Oh Mother! 2.14
10. Big Yellow Taxi 3.29
11. Little Wing 5.18
12. Willin' 4.47
13. It's a Crime 4.32